# Malvoliophis pinguis
Malvoliophis pinguis – gatunek morskiej ryby z rodziny żmijakowatych (Ophichthyidae). Jedyny przedstawiciel rodzaju Malvoliophis .

## Występowanie
Wody zachodniej części Pacyfiku (wschodnie wybrzeże Australii, wyspa Lord Howe).